# 말하자면
《...말하자면》은 1995년 듀스 해체 후 솔로로 독립한 김성재의 처음이자 마지막 정규
앨범 타이틀곡이자 앨범의 제목이다. 수록곡 중 〈마지막 노래를 들어줘〉는 마치 그의 죽음을 암시하는 제목같아 보여 더욱 팬들을 안타깝게 했다.
한편, 타이틀곡이자 앨범 제목인 <말하자면>은 UN 3.5집에서 리메이크됐는데 한때 이 앨범 타이틀곡을 <말하자면>으로 활동하려 했으나 김성재 팬들과 유족의 반발 탓인지 무산되자  다른 노래로 타이틀곡을 변경했다.

## 수록곡
전체 작곡: 이현도
- 전체 편곡: 이현도| #             | 제목                                  | 작사          | 재생 시간 |
| ------------- | ------------------------------------- | ------------- | --------- |
| 1.            | 〈Intro〉                             |               | 1:00      |
| 2.            | 〈...말하자면TITLE〉                  | 이현도        | 3:36      |
| 3.            | 〈마지막 노래를 들어줘〉              | 이현도        | 3:54      |
| 4.            | 〈작지만 큰 행복〉                    | 이현도        | 3:42      |
| 5.            | 〈더 이상은〉                         | 이현도        | 3:17      |
| 6.            | 〈너의 생일〉                         | 이현도        | 3:32      |
| 7.            | 〈도전!〉                             | 이현도        | 3:13      |
| 8.            | 〈Let's Dance〉 (Rap)                 | 이현도        | 3:32      |
| 9.            | 〈봄을 기다리며〉                     | 이현도        | 3:34      |
| 10.           | 〈염세주의자〉                        | 이현도        | 3:17      |
| 11.           | 〈Hip Hop 정신(精神) (Feat. 이현도)〉 | 이현도        | 5:09      |
| 총 재생 시간: | 총 재생 시간:                         | 총 재생 시간: | 37:56     |